# Paco Ortega
Antonino Martínez Ortega (Úbeda; 28 d'octubre de 1957), conegut artísticament com a Paco Ortega, és un cantant, compositor i productor espanyol.

## Biografia

### Inicis
Encara que originari d'Úbeda, es trasllada al costat de la seva família a Madrid en la seva joventut, i estudia Biblioteconomia a la Universitat Carles III de Getafe, Madrid. El 1974 grava el seu primer àlbum, La vida tiene solución, per la casa Dial Discos S.A. Posteriorment i per aquesta mateixa companyia grava Abolición (àlbum col·lectiu) i Una canción de amor (single). Des de llavors, desenvolupa una intensa carrera com a cantant, compositor, editor i productor, especialitzat en el pop i el flamenc.

### Cantant
Com a cantant desenvolupa una intensa activitat en solitari i dins del duo Paco Ortega e Isabel Montero, que coneix la fama a la fi dels 80 i principis dels noranta. A partir de 1992 inicia la seva carrera de cantant en solitari com a Paco Ortega. Com a cantant ha gravat els següents discos La vida tiene Solución (Dial Discos, 1978), Primera Antología de cantautores andaluces (Ariola), Paco Ortega e Isabel Montero (1987), Contracorriente (1989) i Sígueme (EMI/Hispavox, 1991); La magia del barro (PolyGram Ibérica, 1994), Calaíto hasta los huesos (Warner, 1998), Ven acá pacá (Globomedia Música, 2004). Sobreviviré (B.S.O.) —la banda sonora més venuda en la història del cinema espanyol—, (Dulcimer/Alía, 2000), En nombre de la Rosa (àlbum col·lectiu en homenatge al grup Triana; Fonomusic, 2000), i I love you baby, (B.S.O.; Dulcimer/Hispavox, 2001), Atraco a las tres y media (B.S.O.; Warner), Cleopatra (B.S.O. d'Eduardo Mignonga; Dulcimer Songs), Vida y Color (B.S.O. de Santiago Tabernero; Dulcimer Songs). Les més recents: El éxito de todos mis fracasos, (Dulcimer, 2009) —sobre poemes d'Ángel González—, Baila por mi (Dulcimer Songs, 2013), i "Canciones sin prisa" (Dulcimer Songs, 2019).

### Compositor
Han gravat les seves cançons nombrosos artistes. Entre ells: Camarón de la Isla i Paco de Lucía, Pata Negra, Diego el Cigala, Clara Montes, Manzanita, Joaquín Sabina, Niña Pastori, Estrella Morente, Mónica Molina, Los del Río, Los Chichos, Paloma San Basilio, Massiel, Lolita, Ana Belén, Concha Buika, Rosalía & James Blake, Aziza Brahim,etc.
Va crear la banda sonora de la pel·lícula Sobreviviré d'Albacete & Menkes, protagonitzada per Emma Suárez i Juan Diego Botto. Així mateix les seves cançons han estat incloses en diferents pel·lícules: Celos, Lisboa, Novios, I love you, baby o Atraco a las tres... y media, per aquesta última va ser nominat als Goya a la millor cançó original en el 2004, Canciones de amor en Lolita's Club, Por un puñado de besos, Viaje al cuarto de una madre, Sanfelices.

### Productor
Com a productor, ha estat responsable de la carrera discogràfica de Niña Pastori a qui ja va produir les seves dos primers àlbums: Entre dos puertos i Eres luz. Va ser l'autor i compositor del seu gran èxit Tú me camelas. També va posar en el mercat el primer àlbum de Diego El Cigala i és autor del seu primer èxit Undebel. Una altra artista a la qual va produir va ser a Nuria Fergó, en concret el seu primer treball discogràfic Brisa de esperanza, amb el qual va vendre més de 300.000 còpies. Llança la carrera d'unes prometedores artistes, dues veus úniques i diferents: Las Melli. Produeix entre altres els discos de José Mercé, Manzanita, Las 3000 viviendas, Los chicos del Coro, Mónica Molina, Ingueta el Rubio, Groserías de Chico Pérez, Octavio Sastre, etc.

### Empresari
Al març de 2003 va adquirir la majoria d'accions del prestigiós estudi d'enregistrame Musigrama, com, un dels temples d'enregistrament de la música espanyola, per on han passat des de Julio Iglesias i Joan Manuel Serrat, fins a Stevie Wonder, Paco de Lucía, Enrique Morente o Alfredo Kraus.
A principis de 2004 va posar en marxa una Companyia Discogràfica anomenada 'El Pescador d'Estrellas',on donar cabuda al nou talent i fer política de segell d'artista i d'autor. El 2005 va posar en el mercat el segell discogràfic 'Llibertat 8' per a l'edició de nous cantautors i el segell “Discos Musigrama” i "Dulcimer Songs" per a producte de tipus mitjà.
És així mateix gerent de la productora Dulcimer Songs i cofundador de Flamenc 2000. Inventor i promotor, al costat de Jesús Bola i Alejandro Sanz, de la família de guitarres 'F Home Studio', úniques en el món. Director de la cançó i l'espot "Úbeda en el Corazón".

## Discografia

### Àlbums d'estudi
- 1974: La vida tiene solución (Dial Discos)
- Una canción de amor (Dial Discos)
- 1978: Primera Antología de cantautores andaluces (Ariola Records)
- 1987: Paco Ortega e Isabel Montero (EMI/Hispavox)
- 1989: Contracorriente (Emi/Hispavox)
- 1991: Sígueme (Emi/Hispavox)
- 1994: La magia del Barro (PolyGram Ibérica)
- 1998: Calaíto hasta los huesos (Warner Music Group)
- 2004: Ven acá pacá (Globomedia Música/ Dulcimer Songs)
- 2006: "Paco Ortega Canalla" (Dulcimer Songs)
- 2008: Discografía completa de Paco Ortega e Isabel Montero  (Dulcimer Songs)
- 2009: El éxito de todos mis fracasasos (Dulcimer Songs)
- 2012: Baila por mí (Dulcimer Songs)
- 2014: La Rumba del Mundo que se derrumba (Dulcimer Songs)
- 2015: Perversiones y rarezas (Dulcimer Songs)
- 2019: Canciones sin prisa (Dulcimer Songs)

### Col·laboracions
- 1978: Abolición (Dial Discos)
- 2000: En nombre de la Rosa (Fonomusic)

### Bandes sonores
- 1999: Sobreviviré (Dulcimer Songs/Alía)
- 2001: I love you, baby (Dulcimer Songs/Hispavox)
- 2003: Atraco a las tres... y media (Warner)
- 2004: Cleopatra (Dulcimer Songs)
- 2005: Vida y color (Dulcimer Songs)
- 2007: Canciones de amor en Lolita´s Club (Dulcimer Songs)
- 2012: Luisa no está en casa (Dulcimer Songs)
- 2014: Por un puñado de besos (Dulcimer Songs)
- 2018: Viaje al cuarto de una madre (Dulcimer Songs)
- 2019: Úbeda en el corazón (Dulcimer Songs)
- 2019: Sanfelices, tema principal (Dulcimer Songs)

## Premios
- Premi Nacional del Ministeri de Cultura (Paco Ortega e Isabel Montero).
- Tercer Premi Festival de la OTI. el 1990.
- Segon Premi en Tessalònica, Festival de la C.E.E. el 1992.
- Premi de la Música de 1997 en la categoria «Millor Autor Flamenc».[5]
- Nominat als premis de la Música de 1998 en les categories de «Millor Productor Artístic»” i «Millor Autor Flamenc».
- Nominat als premis de la Música de 1999 en les categories de «Millor Autor Flamenc» i «Millor Productor Artístic».
- Premi de la Música de 1999 en la categoria «Més ben Productor Artístic».
- Nominat als Premis Goya de 2003 en l'apartat «millor cançó original” per la cançó Atraco a tu corazón de la pel·lícula Atraco a las tres... y media».[6]
- Nominat en la qualitat de «millor banda sonora» als Premis Còndor de Plata argentins per la pel·lícula Cleopatra d'Eduardo Mignogna..